# Klinknagelpistool
Een klinknagelpistool, ook wel bekend als een klinkhamer of een klinknageltang,  is een type gereedschap dat wordt gebruikt om klinknagels in te slaan. 

## Klinknagels
Een klinknagel is een populair mechanisch bevestigingsmiddel om twee of meer materialen met elkaar te verbinden. Klinknagels worden gebruikt om grote structurele stukken en kleine elektronische assemblages te verbinden. Een klinknagel bestaat uit een kop aan het ene uiteinde en een cilindrisch lichaam aan het andere uiteinde, de schacht genoemd. De assen zijn hol met een ander inwendig stuk dat de doorn wordt genoemd.

## Klinknagelpistool
Klinknagelpistolen zijn de gereedschappen om een klinknagel te plaatsen.  Er zijn elektrische, handmatige en pneumatische klinknagelpistolen. Elektrische klinknagelpistolen gebruiken een krachtbron, meestal een interne oplaadbare batterij of een extern netsnoer. Handmatige klinknagelpistolen gebruiken een eenvoudige hefboom en knijptechniek. Pneumatische klinknagelpistolen gebruiken perslucht om een klinknagel te plaatsen. 

## Werking
Het klinknagelpistool trekt aan de doorn wanneer de klinknagel in een voorgeboord gat wordt geplaatst. Hierdoor zakt het klinknagellichaam in elkaar en vormt een sterke en duurzame verbinding die beide materialen met elkaar verbindt.